# Melanelia
Melanelia Essl. (przylepka) – rodzaj grzybów z rodziny tarczownicowatych (Parmeliaceae). Ze względu na współżycie z glonami zaliczany jest do porostów.

## Systematyka i nazewnictwo
Pozycja w klasyfikacji według Index Fungorum: Parmeliaceae, Lecanorales, Lecanoromycetidae, Lecanoromycetes, Pezizomycotina, Ascomycota, Fungi.
Nazwa polska według Krytycznej listy porostów i grzybów naporostowych Polski (checklist).

## Gatunki występujące w Polsce
- Melanelia commixta (Nyl.) A. Thell 1995 – przylepka czarniawa
- Melanelia disjuncta (Erichsen) Essl. 1978 – przylepka oddzielona
- Melanelia hepatizon (Ach.) A. Thell 1995 – przylepka wątrobiasta
- Melanelia panniformis (Nyl.) Essl. 1978 – przylepka strzępiasta
- Melanelia stygia (L.) Essl. 1978 – przylepka żałobna
- Melanelia subargentifera (Nyl.) Essl. 1978 – przylepka brodawkowata
- Melanelia subaurifera (Nyl.) Essl. 1978 – przylepka złotawa

Nazwy naukowe) na podstawie Index Fungorum). Nazwy polskie według checklist
Wiele gatunków wcześniej zaliczanych do tego rodzaju obecnie  według Index Fungorum zostały zaklasyfikowane do rodzajów Melanohalea lub Melanelixia.